# 栃木県道277号小来川清滝線
栃木県道277号小来川清滝線（とちぎけんどう277ごう おころがわきよたきせん）は、栃木県日光市内を通過する一般県道である。

## 概要

### 路線データ
- 総延長：14.738km[1]
- 実延長：14.738km[1]
- 起点：栃木県日光市宮小来川（栃木県道14号鹿沼日光線、栃木県道149号小来川文挾石那田線交点）
- 終点：栃木県日光市清滝1丁目（清滝交差点＝国道120号、国道122号交点）
- 認定：1974年（昭和49年）3月29日

## 歴史

### 年表
- 1974年（昭和49年）3月29日 - 一般県道として認定。

## 路線状況

### 交通量
24時間自動車類交通量（台/日）
- 319（推定値）

## 地理

### 通過する自治体
- 栃木県
  - 日光市